# Штернберг, Константин Иванович фон
Константин Иванович фон Штернберг (нем. Constantin von Sternberg; 9 июля 1852, Санкт-Петербург — 31 марта 1924, Филадельфия) — немецко-американский пианист и композитор российского происхождения.
В 1865—1867 гг. учился в Лейпцигской консерватории, где среди его учителей были Игнац Мошелес, Карл Райнеке, Мориц Гауптман и Э. Ф. Рихтер. Затем работал ассистентом дирижёра и хормейстера в Лейпциге, Вюрцбурге и Киссингене, но в 1871 г. вернулся в Берлин для завершения музыкального образования в Новой Академии музыки у Теодора Куллака (фортепиано) и Рихарда Вюрста (композиция). Посещал Ференца Листа в Веймаре, затем на протяжении нескольких месяцев занимался под его руководством в Риме.
С 1875 г. придворный пианист в Мекленбурге. В конце 1870-х — начале 1880-х гг. много гастролировал по Германии, России, некоторым азиатским странам, а также в США, где впервые исполнил ряд новинок европейской музыки (в частности, Первый фортепианный концерт Ксавера Шарвенки, 1880). В 1886 г. обосновался в США, принял американское гражданство и возглавил музыкальный колледж в Атланте, а с 1890 г. руководил собственной школой в Филадельфии; среди его учеников Джордж Антейл.
Автор фортепианной, камерной и вокальной музыки; фортепианное трио соч. 104 (1912) записано в 2021 году российским коллективом Брамс-трио. Опубликовал также книгу «Этика и эстетика фортепианной игры» (англ. Ethics and aesthetics of piano playing; 1917) и сборник эссе о музыке «Tempo rubato и другие очерки» (англ. Tempo rubato, and other essays; 1920). Составил вышедший в Бостоне в 1915 году двухтомный сборник пьес «Современная русская фортепианная музыка» (англ. Modern Russian Piano Music).
Учеником Штернберга был американский композитор и дирижёр Роберт Армбрустер.